# Ikerasak (Kangaatsiaq)
Ikerasak [iˈkɜʁasak] (nach alter Rechtschreibung Ikerasak) ist eine wüst gefallene grönländische Siedlung im Distrikt Kangaatsiaq in der Kommune Qeqertalik.

## Lage
Ikerasak befindet sich auf der Insel Akip Qeqertarsua in einem Schärengarten im Süden des Distrikts. Die nächstgelegene Siedlung ist Attu sieben Kilometer südlich.

## Geschichte
Ikerasak war im 18. Jahrhundert bewohnt, aber starb bei der Epidemie 1785/86 aus. 1793 lebten wieder neun Erwachsene und viele Kinder und Witwen am Ort. Fünf von ihnen waren Jäger und alle waren noch ungetauft. 1799 lebten vier Familien in Ikerasak. In den 1820er Jahren war der Ort unbewohnt. 1831 wurden 38 Menschen gezählt. 1915 hatte der Wohnplatz 53 Einwohner. Es gab neben sechs Wohnhäusern eine Schulkapelle aus dem Jahr 1907, die als Fachwerkbau mit Torfmauerfassade und Dachpappe gebaut war. Im Ort lebten elf Jäger, von denen einer nebenher Katechet war. 1930 oder 1933 wurde eine neue Schulkapelle gebaut und später erhielt der Ort einige Fischhäuser. 1960 erreichte die Einwohnerzahl mit 114 Personen ihr Maximum. 1965 waren es nur noch 84, 1968 noch 38 und 1970 nur noch 18 und im Jahr danach wurde Ikerasak aufgegeben.